# Hacke Björksten

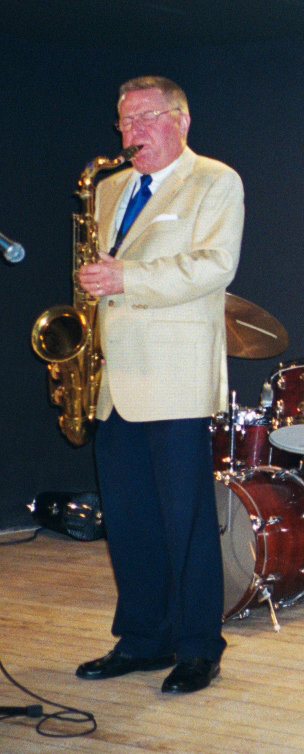
Hacke Björksten på Akademiska Föreningen i Lund våren 2001.

Gunnar Olof "Hacke" Björksten, född 27 februari 1934 i Helsingfors, Finland, död 17 december 2020 i Skärholmens distrikt i Stockholm, Sverige, var en sverigefinlandssvensk tenorsaxofonist, verksam även som låtskrivare och orkesterledare. Han var aktiv på den svenska jazzscenen i mer än sex decennier och var en av landets främsta tenorsaxofonister.

## Biografi
Hacke Björksten föddes 1934 i Helsingfors där han växte upp tills familjen 1945 flyttade till Sverige och hamnade så småningom i Göteborg. Hans intresse för jazz och musik i allmänhet väcktes när han hörde Louis Armstrong. Efter att ha hört Charlie Parker skaffade  Björksten en altsaxofon, och strax därefter också en tenorsaxofon efter att ha hört Stan Getz.
Björksten inspirerades tidigt av så kallad cool jazz. Sitt första professionella engagemang fick han med basisten Thore Jederbys band. Han spelade från början av 1950-talet med en kvintett kring pianisten Bengt Hallberg, altsaxfonisten Ingemar Glanzelius, basisten Gunnar Johnson och trumslagaren Kenneth Fagerlund, men framträdde senare med ett flertal egna konstellationer.  
Björksten fick som ung jazzmusiker på 50-talet också spela med Lee Konitz under en turné. Det första egna bandet, Hacke Björksten kvintett, startade han 1954 med trombonisten Christer Fryklöf, vibrafonisten Stig Larsson, och basisten Bengt Carlsson, Hacke Björkstens All Star Sextet, Hacke Björksten Corporation med flera. 
Svensk jazzdiskografi listar inspelningar från 1955 till 1979. Medmusikanter är ett flertal av landets främsta på respektive instrument: Bengt Hallberg och Jan Johansson piano, Arne Domnérus och Rolf Billberg altsax, Ernie Englund trumpet, Sture Nordin bas, Svante Thuresson trummor etc.
Sedan mitten av sjuttiotalet har Björksten givit många konserter på Åland. Huvudsakligen på Pub Bastun, där evenemanget Hackejazz länge var årligt återkommande, men även på flera Alandia Jazz-festivaler,
Björksten var i Sveriges Radios program Jazzradion deras vintergäst där man hunnit  spela in en intervju med honom strax innan han dog. Intervjun sändes den 3 januari 2021.

## Diskografi

### Album (som huvudman)
- 1973 – Hacke Björksten Corporation: Happy (RCA Victor YFPL 1-802)
- 1972 – Hacke Björkstens Septett: I lur och dur (Meg MFLPS22)
- 1979 – Hacke Björksten Corporation: The Swinging Sides of Hacke Björksten (Coop LP279)
- 1980 – Hacke Björksten Corporation, The Good Old Music Society (Click LP7880)
- 1987 – Hacke Björksten, Mel Lewis, Ulf Johansson Werre: Jazz Delivery (Beaver BRLP006)
- 2004 – Hacke Björksten Quintet: Three Generations (Dragon DRCD 397)
- 2014 – Hacke Björksten, Ulf Johansson Werre, Hans Backenroth: Top Three (Do Music Records DMRCD 023)[6]

## Priser och utmärkelser
- 1956 – Gyllene skivan för On the Alamo